# Église Notre-Dame de Thines (Malarce-sur-la-Thines)
L'église Notre-Dame est l'église paroissiale du hameau de Thines, appartenant à la commune de Malarce-sur-la-Thines dans le département français de l'Ardèche en région Auvergne-Rhône-Alpes. 
Elle est classée au titre des monuments historiques

## Historique
L'église a été construite par les bénédictins entre 1170 et 1190 ; elle dépendait de l'abbaye Saint-Chaffre du Monastier.
Notre Dame de Thines est proche des grandes voies du pèlerinage du Puy-en-Velay et de Saint-Jacques-de-Compostelle.
En 1587, les huguenots veulent s'emparer du fort de Thines qui résiste. Ils pillent le village et font prisonnier le vieux curé.
Les statues du portail furent défigurées à cette époque.
Durant la Révolution, le village isolé reste à l'abri des troubles. Seule, une cloche sera réclamée par la Convention de 1793.

## Protection
L'église Notre-Dame de Thines fait l'objet d’un classement au titre des monuments historiques par la liste de 1862.

## Architecture
Notre-Dame de Thines est une église romane à appareil polychrome. Elle possède un escalier d'accès monumental, un portail comportant quatre statues-colonnes, un linteau sculpté, ainsi qu'un chevet et des chapiteaux sculptés.

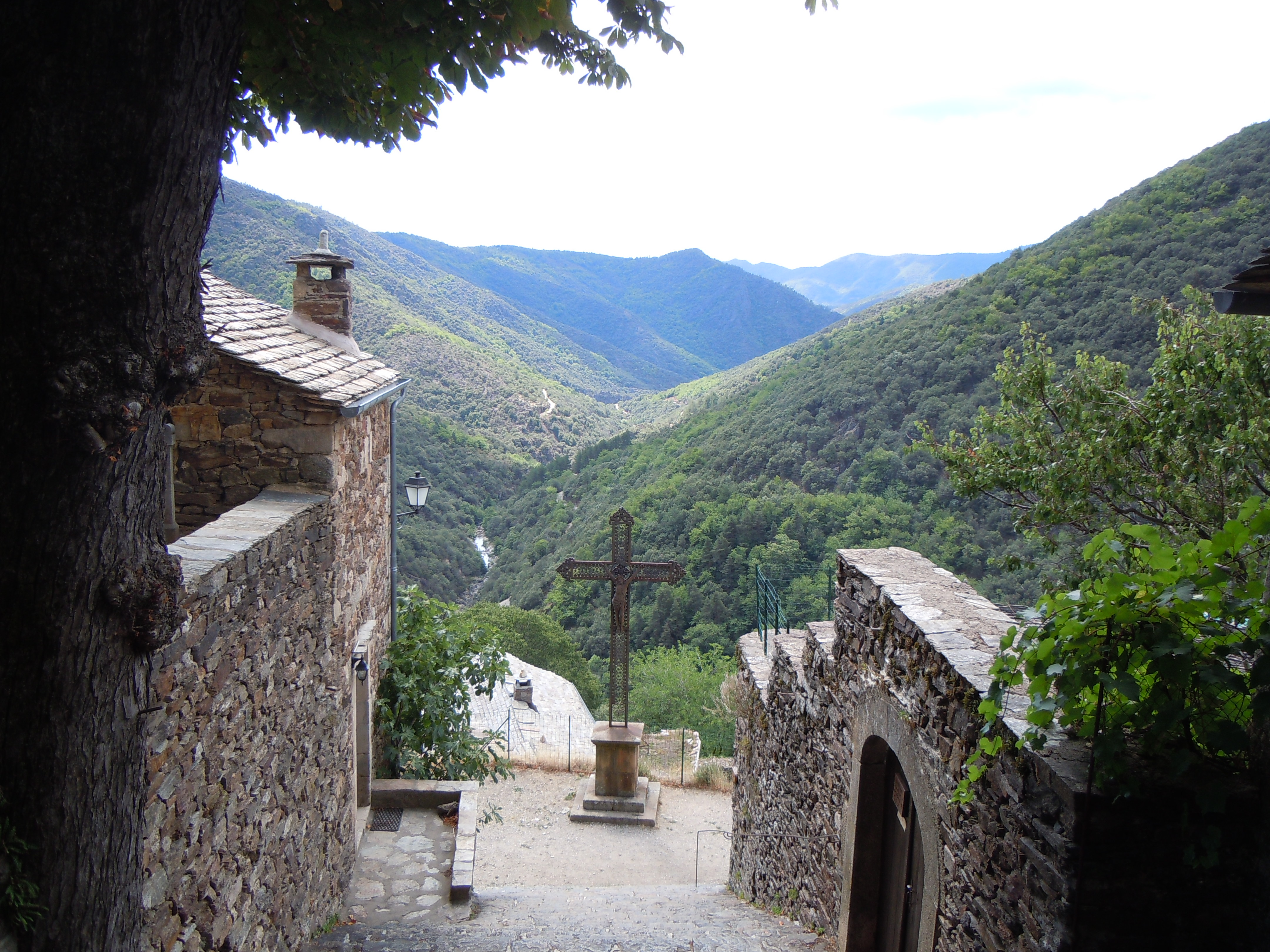
Vue sur la vallée de la Thines depuis le porche.
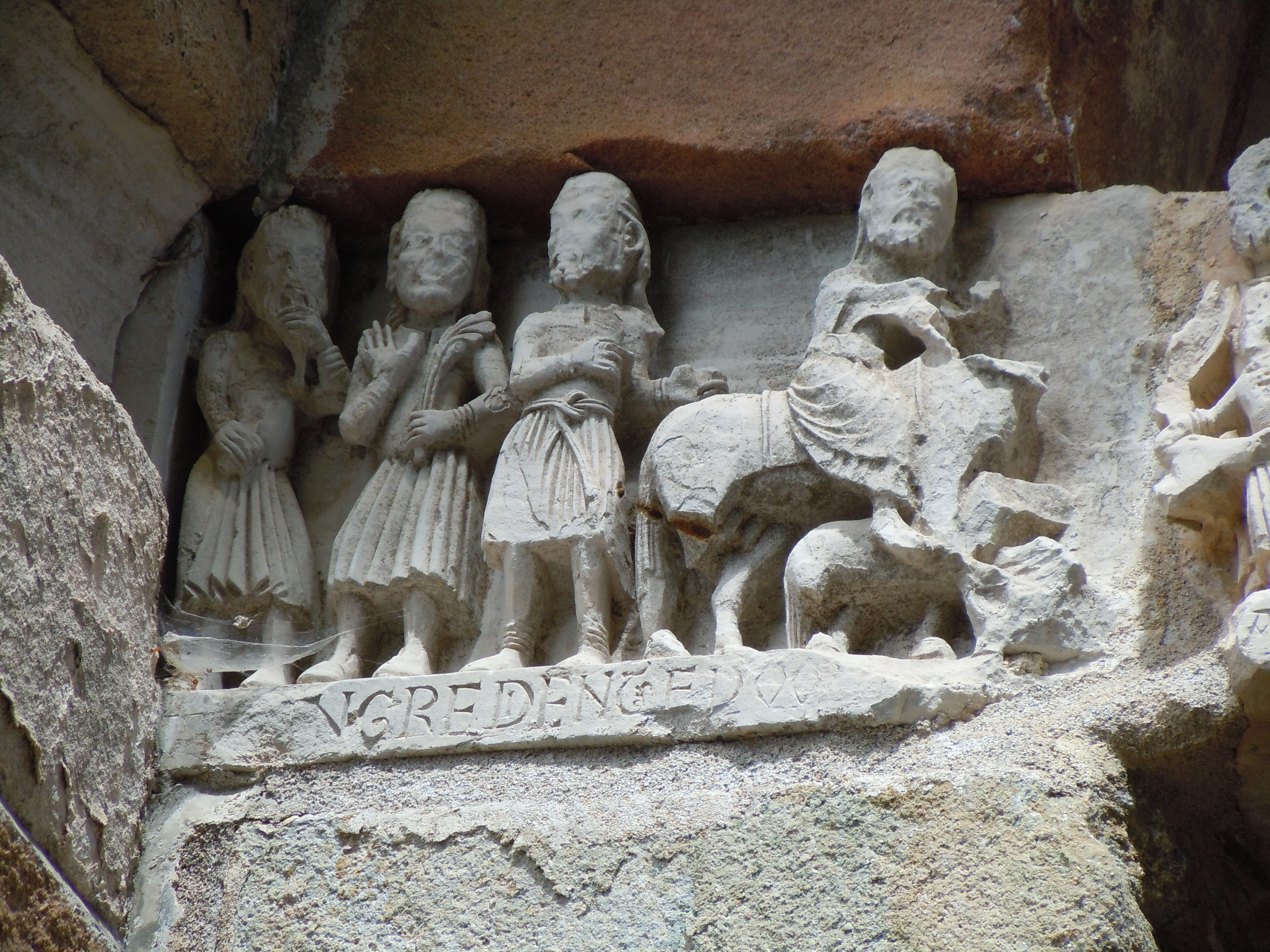
Détail du linteau : Entrée à Jérusalem.
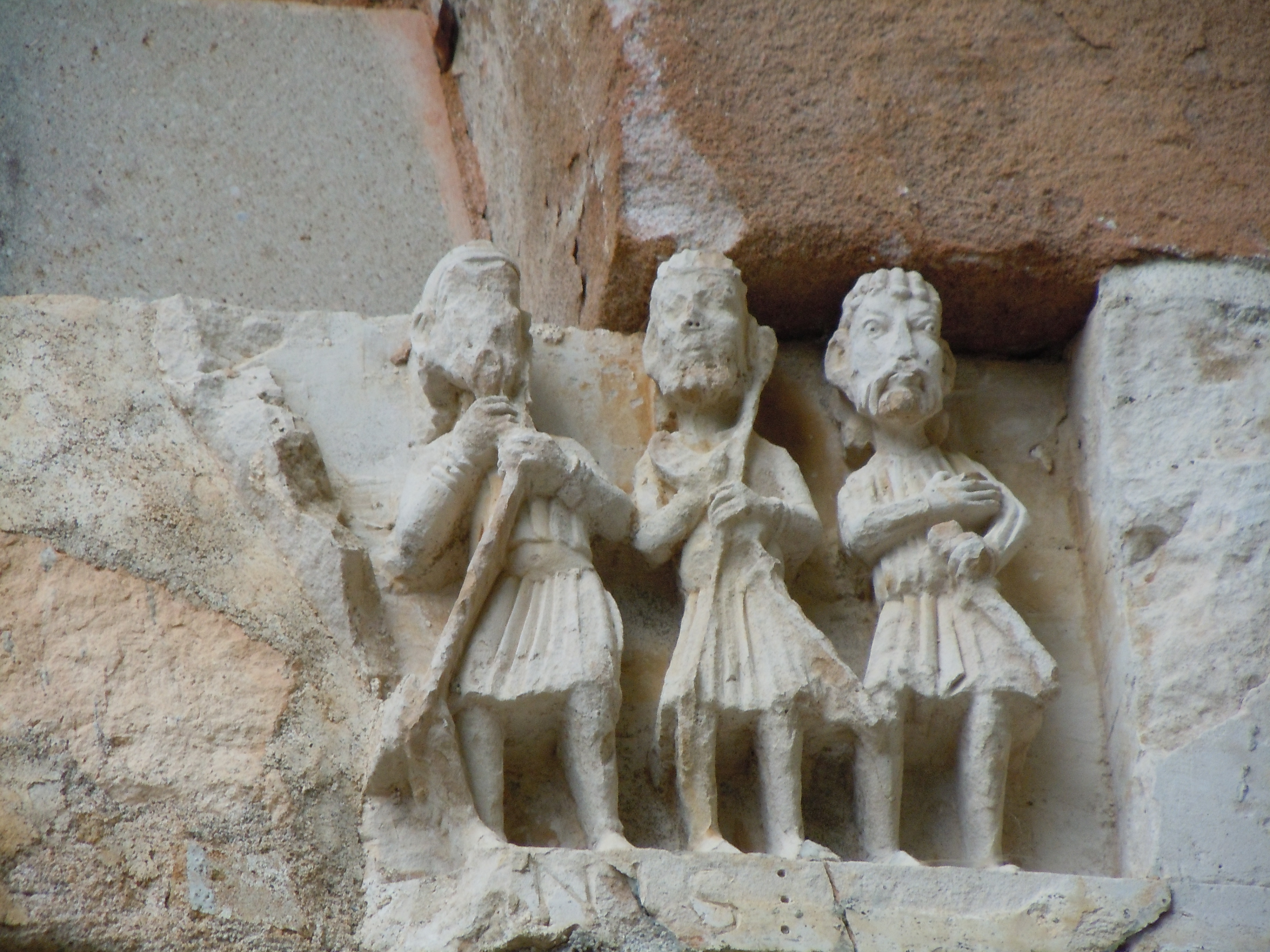
Détail du linteau : arrestation de Jésus.

## Patrimoine mobilier

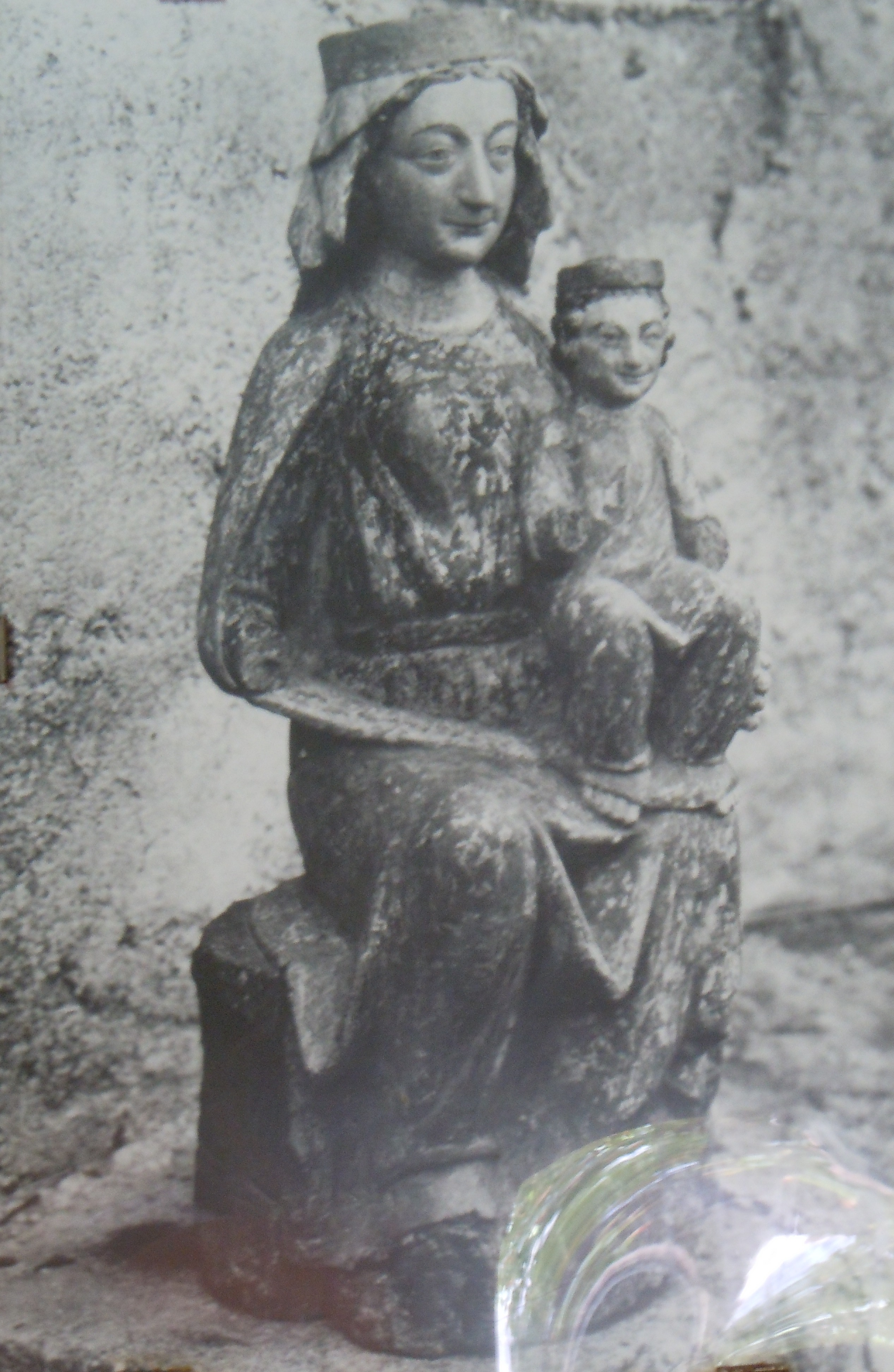
Statue de Vierge à l'Enfant volée en 1973.

L'église possédait une statue de Vierge à l'Enfant datant du XIVe siècle, Notre-Dame de Thines, qui a été volée en 1973.
Cette statue en bois polychrome fait l’objet d’un classement au titre objet des monuments historiques depuis le 4 janvier 1944.